# جانيت موريس
جانيت موريس (بالإنجليزية: Janet Morris)‏ (25 مايو 1946، بوسطن في الولايات المتحدة)؛ روائية أمريكية.